# 雷千瑩
雷千瑩（英語：Lei Chien-ying，1990年4月17日—），臺北縣新莊市（今新北市新莊區）人，籍貫雲林縣麥寮鄉雷厝村，台灣女子射箭反曲弓好手  。

## 國際賽經歷
- 2012年夏季奧林匹克運動會中華台北代表團選手，參加女子個人和團體項目。[3]
- 2016年，雷千瑩與譚雅婷、林詩嘉在2016年夏季奧林匹克運動會擊敗義大利代表隊，獲得女子射箭團體銅牌。
- 2017年，世界盃射箭賽第三站鹽湖城站賽事，女子團體組反曲弓中華隊與南韓隊爭冠，中華女將表現優異，技壓南韓摘金。 反曲弓項目女子團體組金牌戰，中華隊雷千瑩、彭家楙與譚雅婷，面對射箭運動強國南韓毫無懼色，發揮實力神準。 首回合中華女將下馬威就命中二枝十分箭，反觀南韓只有一枝十分箭，甚至還有七分箭，氣勢上中華隊先聲奪人。 第二回合中華隊又命中三枝十分箭，總計四個回合中華隊命中八枝十分箭，南韓選手則只有四枝，高下立判，最後南韓「銀」恨，大陸則是銅牌，中華隊摘下金牌。
- 中華反曲弓射箭隊在鹽湖城站共射進四場金牌戰，雖只有女團摘金，男團、混雙譚雅婷╱魏均珩及譚雅婷的女子個人賽都「銀恨」，但倪大智認為實力有正常發揮，總計一金三銀一銅仍是不錯成績，且廿歲小將新秀彭家楙連兩站都登上決賽場，對經驗有很好加成效果。
- 2017年8月24日在桃園市國立體育大學田徑場舉行的台北世大運射箭比賽中雷千瑩與譚雅婷、彭家楙在女子團體反曲弓射箭比賽奪得銀牌。
- 2021年，參加2020年東京奧運，參加女子個人和女子團體項目，其中女子團體項目與譚雅婷與林佳恩搭檔。[4]

## 得獎紀錄
- 2015年世界大獎賽哥倫比亞站（女子個人銅牌）。
- 2015年世界大獎賽哥倫比亞站（女子團體金牌）。
- 2016年世界大獎賽上海站（女子團體金牌）。
- 2022年7月26日世界盃,(射箭男女團金牌)。

## 外部連結
- 雷千瑩在World Archery（英语）
- 雷千瑩在Olympedia（英语）
- 雷千瑩的Facebook專頁